# 木ノ内輝
木ノ内 輝（きのうち ひかる、1988年1月18日 - ）は、日本のプロデューサー、実業家。株式会社Tokyo New Cinema代表取締役。

## 人物
「資金ゼロ・経験ゼロ・人脈ゼロ」から創業。数々の国際映画祭で受賞歴を持つ。クラウドファンディング を黎明期に映画業界に導入し、国際共同製作を手がけるなど独自の手法で映画製作を行う。医学・芸術を含む多彩なバックグランドからの起業と展開によりHUFFPOSTにて「映画界のテスラ」と期待される。青山学院大学総合文化政策学部教員。

## 経歴
1988年北海道生まれ。2011年に米国のワシントン・アンド・リー大学（Washington and Lee University）を芸術・生命科学の両専攻で卒業後、ハーバード大学医学大学院（Harvard Medical School）にてResearch assistant を務める。その後、タフツ大学医科大学院（Tufts University School of Medicine）にResearcherとして従事。
2012年、ハーバード大学研究室在籍中に、中川龍太郎監督作品のプロデューサーを務め、ボストン国際映画祭にて最優秀撮影賞を受賞。帰国後、製作総指揮を務め第27回東京国際映画祭にて入選、続けて同映画祭にて2年連続入選を飾る。
2018年公開『四月の永い夢』は第39回モスクワ国際映画祭にて国際批評家連盟賞とロシア映画批評家連盟特別表彰のダブル受賞を果たした。
2019年公開『わたしは光をにぎっている』は第41回モスクワ国際映画祭にて特別招待/正式上映、第21回台北映画祭にてアジア・プリズム部門受賞。
2020年公開最新作『静かな雨』は第24回釜山国際映画祭にて上映/キム・ジソク賞ノミネート、第20回東京フィルメックスにてコンペティション部門/観客賞受賞。
また、配給・宣伝プロデュース作品として2017年公開フィリピン・ドイツ合作映画『壊れた心』（第27回東京国際映画祭にてコンペティション/正式招待作品）があり、国際共同製作として2020年公開の日本・カザフスタン合作映画『オルジャスの白い馬』が第24回釜山国際映画祭にてオープニング作品として上映された。
2022年、岸井ゆきのを主演に、浜辺美波や杉野遥亮を出演に迎えた『やがて海へと届く』が公開。第24回ウディネ・ファーイースト映画祭に選出。
2023年 『わたしの見ている世界がすべて』が公開。日本映画製作者協会、藤兼人賞銀賞を受賞。

## 略歴・受賞歴
- 2012年 ボストン国際映画祭 最優秀撮影賞（『Calling』）
- 2013年 ニューヨーク市国際映画祭 コンペティション部門入選（『雨粒の小さな歴史』）
- 2014年 東京国際映画祭 スプラッシュ部門入選（『愛の小さな歴史』）
- 2015年、株式会社Tokyo New Cinemaを創業。
- 2015年 東京国際映画祭 スプラッシュ部門入選（『走れ、絶望に追いつかれない速さで』）
- 2017年 モスクワ国際映画祭 メインコンペティション部門 国際映画批評家連盟賞、ロシア映画批評連盟特別表彰（『四月の永い夢』）
- 2017年 台北映画祭 アジアプリズム部門（『四月の永い夢』）
- 2019年 モスクワ国際映画祭 特別招待（『わたしは光をにぎっている』）
- 2019年 釜山国際映画祭 上映 キム・ジソク賞ノミネート（『静かな雨』）
- 2019年 釜山国際映画祭 オープニング作品 （『オルジャスの白い馬』）
- 2019年 東京フィルメックス コンペティション部門 観客賞（『静かな雨』）
- 2022年 ウディネ・ファーイースト映画祭 コンペティション部門　(『やがて海へと届く』)
- 2023年 日本映画製作者協会 新藤兼人賞銀賞（『わたしの見ている世界がすべて』）